# ريموند تشياو
ريمون تشياو (بالإنجليزية: Raymond Chiao) (9 أكتوبر 1940) فيزيائي أمريكي اشتهر بعمله التجريبي في مجال بصريات الكم يشغل حاليا منصب عضو هيئة تدريس غير متفرغ في جامعة كاليفورنيا ميرسد قسم الفيزياء، حيث يجري البحوث حول ظاهرة موجة ثقالية.